# Incarnate
Incarnate (англ. «Воплощённый») — серия комиксов Ника Симмонса (сын Джина Симмонса), изданная компанией Radical Comics. Первый из трёх выпусков комикса был опубликован в августе 2009 года.

## Сюжет
Комикс повествует о вымышленной расе выходцев с того света (англ. Revenants). Они практически бессмертны, потому что могут регенерировать. Основная сюжетная линия посвящена приключениям Мота (Mot), который благодаря высокой регенерации прожил несколько сотен лет. Мот желает умереть почетной смертью на поле боя, но не может, потому что практически бессмертен. Однако когда организация «SANCTUM» находит способ убивать выходцев с того света, Мот получает шанс умереть.

## Обвинения в плагиате
В конце февраля 2010 года были высказаны опасения в плагиате со стороны Ника Симмонса, чей дизайн персонажей, сцены битв, диалоги, позы и выражения лиц были срисованы с работ профессиональных художников (прежде всего, автора манги «Блич») и художников-любителей, в частности, с сайта DeviantArt.
Эвелин Дюбок, директор по связям с общественностью Viz Media, американского издателя «Блич», заявила, что компания «признательна за постановку вопроса на наше рассмотрение», и они «в настоящее время изучают данный вопрос». Создатель «Блич» Тайто Кубо прокомментировал ситуацию на своём блоге в Twitter, хотя заметил, что больше озабочен не наличием плагиата в работах Симмонса, а тем фактом, что сын музыканта Джина Симмонса является создателем комиксов.
25 февраля 2010 года Radical Comics объявили в своем официальном блоге, что распространение и публикация Incarnate будет приостановлена, пока проблема с плагиатом не будет урегулирована между всеми заинтересованными сторонами.
Сам Ник Симмонс опубликовал следующее заявление, касающееся обвинений в плагиате:

Как и большинство художников, меня вдохновляют чужие работы. Между работами других авторов и моей есть некоторое сходство, которое просто является данью уважения этим художникам. Я хочу извиниться перед всеми фанатами манги или моими коллегами — авторами манги, — которые считают, что я зашёл слишком далеко… Я — большой поклонник «Блич» и манги вообще. И я, конечно, приношу извинения, если кто-то был обижен или расстроен сходством между моей работой и работой художников, которыми я восхищаюсь и которые вдохновляют меня.
Оригинальный текст (англ.)Like most artists I am inspired by work I admire. There are certain similarities between some of my work and the work of others. This was simply meant as an homage to artists I respect, and I definitely want to apologize to any Manga fans or fellow Manga artists who feel I went too far… I am a big fan of Bleach, as well as other Manga titles. And I am certainly sorry if anyone was offended or upset by what they perceive to be the similarity between my work and the work of artists that I admire and who inspire me.
— Anime News Network 